# Platja del Penyó
La platja del Penyó és una petita platja de sorra gruixuda situada a 9 quilòmetres del centre de Palma, al barri de Coll d'en Rabassa. Limita amb la platja de Ciutat Jardí i amb la punta de sa Torre, on s'hi troba una escullera que protegeix la zona de bany de l'onatge. Just darrer la platja hi ha la Torre d'en Pau, una torre defensiva construïda l'any 1898 per la defensa de la badia de Palma, actualment reconvertida en parc públic. La platja té unes dimensions de 100 metres de llargada per 25 d'amplada i sol estar coberta de posidònia. No presenta cap tipus de serveis però s'hi pot accedir fàcilment amb cotxe i a peu.